# Morris Carnovsky
Morris Carnovsky, född 5 september 1897 i St. Louis, Missouri, död 1 september 1992 i Easton, Connecticut, var en amerikansk skådespelare. Han var en flitig teaterskådespelare på Broadway där han spelade i föreställningar 1922-1962. Han medverkade även i en handfull Hollywoodfilmer.
Carnovsky var en tid medlem i USA:s kommunistiska parti, och blev på grund av detta svartlistad som skådespelare av HUAC på 1950-talet. Under förhören vägrade han svara på frågor.

## Filmografi, urval
- 1937 – Emile Zolas liv
- 1937 – Kamrater i Paris
- 1945 – När hjärtat talar
- 1945 – Det enda vittnet
- 1947 – Heta dagar
- 1947 – Vanärad
- 1948 – Atlantis
- 1949 – Tjuvarnas marknad
- 1950 – Hatets eld
- 1950 – Gun Crazy
- 1962 – Utsikt från en bro
- 1974 – Speldjävulen